# Buñales
Buñales (Buñals o Bunyals en aragonés) es un barrio rural de la ciudad española de Huesca, situado por tanto en la comarca aragonesa de la Hoya de Huesca. El pueblo está situado a una distancia aproximada de 11,6 km al sur de Huesca.

## Geografía
Está situado a 380 m de altitud. Su población en 2011 es de 43 habitantes. Se puede llegar a Buñales a través de la carretera HU-V-8103.

## Lugares de interés
Su iglesia parroquial dedicada es de principios de siglo. Sus fiestas patronales son en honor a Santiago y Santa Ana el 25 y 26 de julio y las fiestas de invierno en honor a San Fabián el 20 de enero